# Marthinus Theunis Steyn

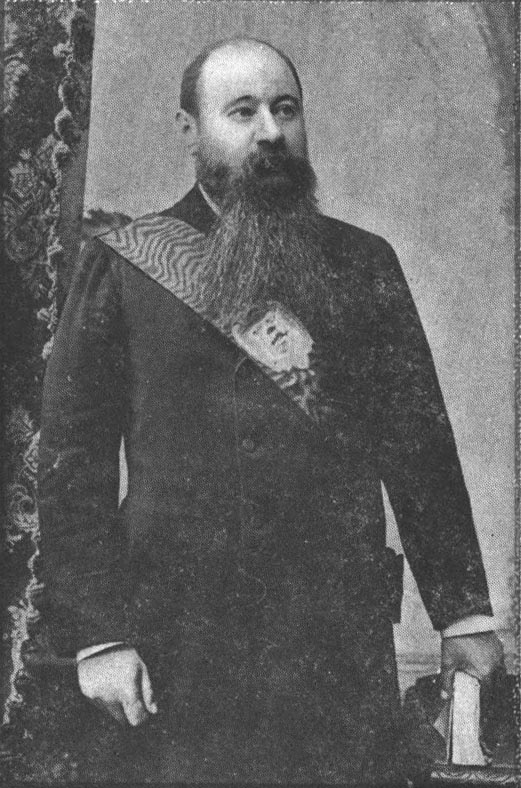
Offizielles Porträt von Marthinus Theunis Steyn als Präsident des Oranje-Freistaats, etwa 1896

Marthinus Theunis Steyn, auch Martinus Theunis Steyn (* 2. Oktober 1857 in Rietfontein bei Winburg; † 28. November 1916 in Bloemfontein) war ein burischer Jurist und Politiker und von 1896 bis 1902 der letzte gewählte Staatspräsident des Oranje-Freistaats.

## Ausbildung und politische Karriere
Steyn studierte Jura am Grey College in Bloemfontein, an der Universität Leiden in den Niederlanden sowie in England. Nach seinem Studium praktizierte er als Anwalt in Bloemfontein und wurde 1889 in rascher Folge erst zum Staatsanwalt im Oranje-Freistaat ernannt und einige Monate später als Richter an dessen Obersten Gerichtshof berufen.
Bei der Wahl 1896 setzte sich Steyn mit Unterstützung der pan-burischen Kräfte gegen den Führer der Moderaten Partei John G. Fraser als Nachfolger von Staatspräsident Francis William Reitz durch und wurde am 4. März 1896 vereidigt. Politisch waren sowohl Reitz als auch Steyn seit 1881 im Umkreis des Herausgebers des Bloemfontein Express, eines Deutschen namens Borckenhagen, zu verorten und aktiv an der Gründung des Afrikander Bond beteiligt, der für eine anti-imperialistische Politik und die Vereinigung der südafrikanischen Staaten zu einer einzigen burisch dominierten Republik eintrat.
Als Staatspräsident setzte sich Steyn folglich stark für den Schutz der niederländischen Sprache und der wirtschaftlichen Unabhängigkeit des Oranje-Freistaats gegenüber den Einflüssen britischer Immigranten (Uitlanders) ein. Seine Außenpolitik orientierte sich in der Folge des Jameson Raids am Neujahrswochenende 1895/1896 stärker als die seiner Vorgänger hin zu einer engeren Bindung an die als Südafrikanische Republik bekannte zweite Burenrepublik im Transvaal und deren Präsidenten Paul Kruger. Dies zeigte sich in Staatsbesuchen Steyns 1896 und 1898 in Pretoria und einem Gegenbesuch Krugers 1897 sowie einem Vertrag über eine formelle militärische Defensiv- und Offensivallianz der beiden Burenrepubliken.

## Südafrikanischer Krieg 1899–1902
Im sich abzeichnenden Konflikt zwischen Großbritannien und dem Transvaal versuchte Steyn über einen längeren Zeitraum hinweg die Rolle eines Vermittlers einzunehmen. Sein Versuch einer Mediation zwischen Kruger und dem britischen Hochkommissar für Südafrika Alfred Milner scheiterte allerdings auf der ab dem 30. Mai 1899 stattfindenden Konferenz von Bloemfontein. Steyn weigerte sich in der Folge lange, die Konsequenzen aus der akuten Kriegsgefahr zu ziehen und verzögerte zum Ärger Krugers, aber auch weiter Teile seiner eigenen Bevölkerung die Kriegsvorbereitungen für einen Präventivschlag gegen die zu diesem Zeitpunkt noch schwachen Kontingente der britischen Armee in der Kapkolonie. Erst im September 1899 erklärte er seine volle Unterstützung für den Transvaal, mobilisierte Anfang Oktober die Truppen des Oranje-Freistaates und trat an der Seite Krugers in den Südafrikanischen Krieg (auch bekannt als Zweiter Burenkrieg) ein.
Steyns anfängliche Versuche, eine Rebellion der Afrikaaner in der Kapkolonie zu initiieren, schlugen fehl und nach der Schlacht von Modder River begab er sich auf Bitte Krugers kurzzeitig persönlich ins Feld, um die zu diesem Zeitpunkt als wankelmütig eingeschätzte Moral der Freistaatstruppen zu stärken. In der Folge der Einnahme Bloemfonteins durch britische Truppen am 13. März 1900 setzte Steyn den Kampf dann dauerhaft als Guerillaführer bis zum Ende des Krieges im Mai 1902 fort. In einer Wandlung seiner ursprünglich mäßigenden Haltung war er nun fest entschlossen, sich keinesfalls den Briten zu ergeben. Am 6. November 1900 bei Bothaville und im Juli 1901 bei Reitz konnte Steyn zweimal nur knapp seiner Gefangennahme durch die Briten entgehen, während sein Verbündeter Transvaal im Verlauf des Konflikts zunehmend zu Verhandlungen mit den durch massive Truppenverstärkungen nunmehr übermächtig erscheinenden Briten tendierte. Steyn verblieb bis zuletzt mit dem Befehlshaber der Freistaatstruppen, General Christian De Wet, im Feld und schloss sich mit diesem im März 1902 den Resten der Kommandos des Transvaals unter General Koos de la Rey an, bis die Aufnahme von Friedensverhandlungen mit den Briten im April 1902 unvermeidlich wurde. Er nahm an Vorverhandlungen in Klerksdorp mit dem britischen Verhandlungsführer Lord Kitchener teil, bei denen er ebenso beständig wie vergeblich auf die Beibehaltung der Unabhängigkeit der Burenrepubliken als Bedingung für Frieden pochte. Auf Grund seiner geschwächten Gesundheit trat er vor der Unterzeichnung des Friedens von Vereeniging am 31. Mai 1902 zurück und beauftragte General De Wet mit der Unterschrift. Mit dem Ende des Oranje-Freistaats als unabhängige völkerrechtliche Entität endete auch formal Steyns Präsidentschaft.

## Wirken nach dem Südafrikanischen Krieg
In der Folge des Friedensschlusses und der Eingliederung der Burenrepubliken in das britische Empire begab Steyn sich zur gesundheitlichen Wiederherstellung nach Europa, von wo er im Herbst 1904 zurückkehrte und den Eid auf die britische Krone ableistete. In der Folge nahm er, extrem beliebt in der burischen Bevölkerung, wieder aktiv in der südafrikanischen Politik teil und setzte sich besonders für die Rechte der Buren ein. Von 1908 bis 1909 war er Vizepräsident der Closer Union Convention und trat hierbei besonders als Opponent der vom Premierminister des Transvaal, Louis Botha, getragenen Aussöhnungspolitik mit Großbritannien in Erscheinung.
Am 28. November 1916 erlag Marthinus Theunis Steyn mit 59 Jahren den Folgen eines Herzinfarkts.

## Familie
Sein Enkel war der gleichnamige Generaladministrator und Richter.